# Comuna de Karczew
Karczew (polaco: Gmina Karczew) é uma gminy (comuna) na Polónia, na voivodia de Mazóvia e no condado de Otwocki. A sede do condado é a cidade de Karczew.
De acordo com os censos de 2004, a comuna tem 15 929 habitantes, com uma densidade 195,5 hab/km².

## Área
Estende-se por uma área de 81,49 km², incluindo:
- área agricola: 58%
- área florestal: 24%

## Comunas vizinhas
- Celestynów, Góra Kalwaria, Konstancin-Jeziorna, Otwock, Sobienie-Jeziory